# Wagneria pacata
Wagneria pacata är en tvåvingeart som beskrevs av Henry J. Reinhard 1955. Wagneria pacata ingår i släktet Wagneria och familjen parasitflugor. Inga underarter finns listade i Catalogue of Life.